# 地質學角
地質學角（英語：Cape Geology），是南極洲的海岬，位於維多利亞地的斯科特海岸，處於格蘭納特港南部，由英國探險隊繪入地圖和命名，現時由南極條約體系管理。